# Harrisville (Michigan)
Pour les articles homonymes, voir Harrisville.
Harrisville est une municipalité américaine située dans l'État du Michigan. Elle est le siège du comté d'Alcona.
Lors du recensement de 2010, sa population est de 493 habitants. La municipalité s'étend sur 0,61 milles carrés (1,58 km2).